# Esteban Peralta Losilla
Esteban Peralta Losilla (1964, Zaragoza, España) es profesor, jurista y miembro de la Corte Penal Internacional.

## Formación y datos personales
El profesor Peralta nacido en Zaragoza en 1964. Está casado con Maria Galanopoulou y tiene dos hijos.

### Actividad académica
Es autor de diversas obras, sobre cuestiones de Derecho Internacional Público.

## Actividad en la Corte Penal Internacional
Dentro de la Corte Penal Internacional realiza funciones como Jefe de la Sección de Apoyo Legal.

### Detención en Libia y Liberación
Durante una visita en Libia a Saíf al Islam Gadafi, hijo del depuesto dictador Muamar el Gadafi, en la localidad de Zintan (situada en el noroeste del país), fueron detenidos e incomunicados los miembros de la Corte Penal Internacional.
Debido a la inestabilidad y falta de unidad dentro de las fronteras libias, la informaciones recibidas fueron limitadas y se vieron envueltas de incertidumbre.  En un principio fue retenida toda la expedición de la Corte Penal Internacional
formada por cuatro personas, además del profesor Peralta, el ruso Alexander Jodakov, la libanesa Helene Assaf y la australiana Melinda Taylor
.
A 29 de junio de 2012, solo existían cargos de haber violado la seguridad nacional del pueblo Libio contra la miembro del grupo australiana Melinda Taylor. Al resto del grupo se le ofreció la oportunidad de abandonar Libia pero decidió permanecer para ofrecer "soporte moral" a la detenida. Las supuestas actuaciones irregulares de la componente forzaron una declaración por parte de la Corte.
 En principio las autoridades regionales Libias pretenden negociar la puesta en libertad de Melinda Taylor a cambio de información. El ministro de Asuntos exteriores Australiano Bob Carr expreso su inquietud por informaciones que indicaban la posibilidad de que la prisionera hubiera sido trasladada. 
Las gestiones diplomáticas recayeron en David Ritchie embajador australiano en Libia, que alcanzó a reunirse con Melinda Taylor, el día 27 de junio. También fue atendida su solicitud de poder hablar con su familia, puesto que está casada y tiene una niña de dos años, Yasmina con la que le fue permitido hablar.

#### Movilización y muestras de apoyo institucionales
Diversas instituciones de diversos ámbitos han mostrado su solidaridad con la detención producida entre ellas:
El Real Instituto de Estudios Europeos, la Universidad de Zaragoza, el Justicia de Aragón,
el Real e Ilustre Colegio de Abogados de Zaragoza.

#### Solidaridad en la red
Varias plataformas de apoyo fueron creadas en muestra de solidaridad hacia el profesor Peralta y a sus compañeros por parte de su familia.
Plataformas de Facebook: 
- Plataforma por Esteban.[14]
- Freedom for M. Taylor E. Peralta A. Khodakov and H. Assaf.[15]

#### Liberación
Tras la petición de disculpas del Presidente de la Corte Penal Internacional Sang-Hyun Song, en visita a Zintan se procedió la liberación de los retenidos. 